# Parcul Național Ceahlău
Parcul Național Ceahlău este o arie protejată de interes național ce corespunde categoriei a II-a IUCN (parc național), situată în nord-estul României pe teritoriul vestic al județului Neamț.

## Localizare
Aria naturală se întinde în extremitatea central-vestică a județului Neamț (aproape de limita de graniță cu județul Harghita), pe  teritoriile administrative ale comunelor Bicazu Ardelean, Ceahlău și Tașca și al orașului Bicaz, în apropierea drumului național DN12C care leagă municipiul Piatra Neamț de orașul Gheorgheni.

## Descriere
Parcul Național Ceahlău  a fost declarat arie protejată prin Legea Nr.5 din 5 martie 2000 (privind aprobarea planului de amenajare a teritoriului național - Secțiunea a III-a - zone protejate) și reprezintă un areal montan cu o mare diversitate reliefală (turnuri, ace, creste calcaroase, relief carstic cu vârfuri ascuțite, peșteri, cheiuri, văii) cu păduri, pajiști și fânețe.
Situat în arealul Carpaților Orientali și localizat la nivelul zonei centrale, acesta ocupă o suprafață de 8.396 hectare (formată din conglomerate dure a Masivului Ceahlău) și include ariile protejate Polița cu Crini (rezervație naturală de tip științific și botanic) și Cascada Duruitoarea (monument al naturii).
Aria naturală dispune de mai multe tipuri de habitate (Păduri aluviale cu Alnus glutinosa și Fraxinus excelsior (Alno-Padion, Alnion incanae, Salicion albae), Păduri dacice de fag (Symphyto-Fagion), Păduri acidofile de Picea abies din regiunea montană (Vaccinio-Piceetea), 
Păduri de Larix decidua și/sau Pinus cembra din regiunea montană, Păduri din Tilio-Acerion pe versanți abrupți, grohotișuri și ravene, Tufărișuri cu Pinus mugo și Rhododendron myrtifolium, Pajiști calcifile alpine și subalpine, Peșteri închise accesului public,  Tufărișuri cu specii sub-arctice de Salix, Comunități de lizieră cu ierburi înalte higrofile de la nivelul câmpiilor, până la cel montan și alpin, Comunități rupicole calcifile sau pajiști bazifite din Alysso-Sedion albi, Fânețe montane, Versanți stâncoși cu vegetație chasmofitică pe roci calcaroase și Vegetație lemnoasă cu Salix eleagnos de-a lungul râurilor montane) ce adăpostesc o gamă diversă de floră și faună specifică lanțului oriental al Carpaților.

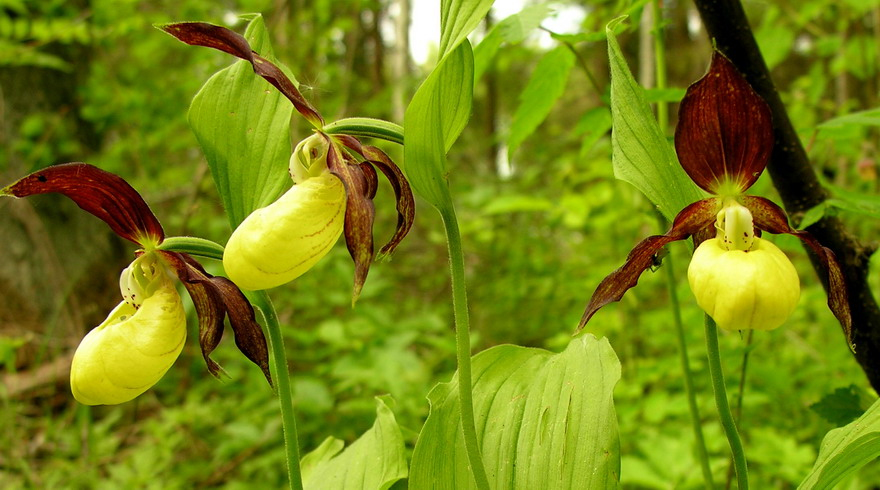
Papucul doamnei (Cypripedium calceolus)

Parcul natural se suprapune sitului Natura 2000 - Ceahlău, la baza desemnării căruia aflându-se câteva specii faunistice și floristice enumerate în anexa I-a a Directivei Consiliului European 92/43/CE din 21 mai 1992 (privind conservarea habitatelor naturale și a speciilor de faună și floră sălbatică); printre care: șase mamifere: ursul brun (Ursus arctos, lupul (Canis lupus), râsul eurasiatic (Lynx lynx), liliacul mic cu potcoavă (Rhinolophus hipposideros), liliacul cu urechi mari  (Myotis bechsteini) și liliacul comun (Myotis myotis); trei amfibieni: ivorașul-cu-burta-galbenă (Bombina variegata), tritonul cu creastă (Triturus cristatus) și salamandra carpatică (Triturus montandoni), un pește din specia Cottus gobio (zglăvoacă), precum și cosașul-de-munte-cu-picioare-roșii, o nevertebrată din specia Odontopodisma rubripes.
La nivelul ierburilor vegetează șase specii floristice rare, enumerate în aceeași anexă, astfel: ruginița (Asplenium adulterinum), papucul doamnei (Cypripedium calceolus), clopoțel de munte (Campanula serrata), moșișoare (Liparis loeselii), iarba-gâtului (Tozzia carpathica) și stânjenelul sălbatic (Iris aphylla ssp. hungarica).

## Faună
Fauna parcului este una diversă și bine reprezentată din mai multe specii de mamifere, păsări, reptile și amfibieni.
Mamifere: cerb (Cervus elaphus), căprioară (Capreolus capreolus), capră neagră (Rupicapra rupicapra), pisică sălbatică (Felis silvestris), mistreț (Sus scrofa), vulpe (Vulpes vulpes crucigera), jder (Martes martes), nevăstuică (Mustela nivalis), viezure (Meles meles), iepure de câmp (Lepus europaeus), dihor (Mustela putorius), arici comun (Erinaceus europaeus), pârș cu coada stufoasă (Dryomys nitedula), pârș de stejar (Eliomys quercinus), pârș de alun (Muscardinus avellanarius), șoarece săritor de pădure (Sicista betulina), liliacul de ziduri (Vespertilio murinus), liliacul târziu (Eptesicus serotinus), liliacul pitic (Pipistrellus pipistrellus), liliacul urecheat (Plecotus auritus); 
Păsări: uliu porumbar (Accipiter gentilis),acvilă de munte (Aquila chrysaetos), pescăruș albastru (Alcedo atthis), fâsă de munte (Anthus spinoletta), cocoș de munte (Tetrao urogallus), acvilă-țipătoare-mică (Aquila pomarina), corb (Corvus corax), cristel-de-câmp (Crex crex), mierlă de apă (Cinclus cinclus), mierla de piatră (Monticola saxatilis), brumăriță de stâncă (Prunella collaris), ciocănitoare-de-munte (Pycoides tridactylus), pițigoi moțat (Parus cristatus), ciocârlia de pădure (Lullula arborea), șoim călător (Falco peregrinus), pițigoiul de munte (Parus montanus), mierla gulerată (Turdus torquatus) sau mierla de apă (Cinclus cinclus); 
Reptile și amfibieni:  șarpe de alun (Coronella austriaca), șopârlă de câmp ('Lacerta agilis), șarpe de apă (Natrix tessellata), năpârcă(Anguis fragilis), viperă (Vipera berus), broască râioasă verde (Bufo viridis), broasca roșie de munte (Rana temporaria), broască râioasă (Bufo bufo) sau tritonul de munte (Triturus alpestris).

## Floră

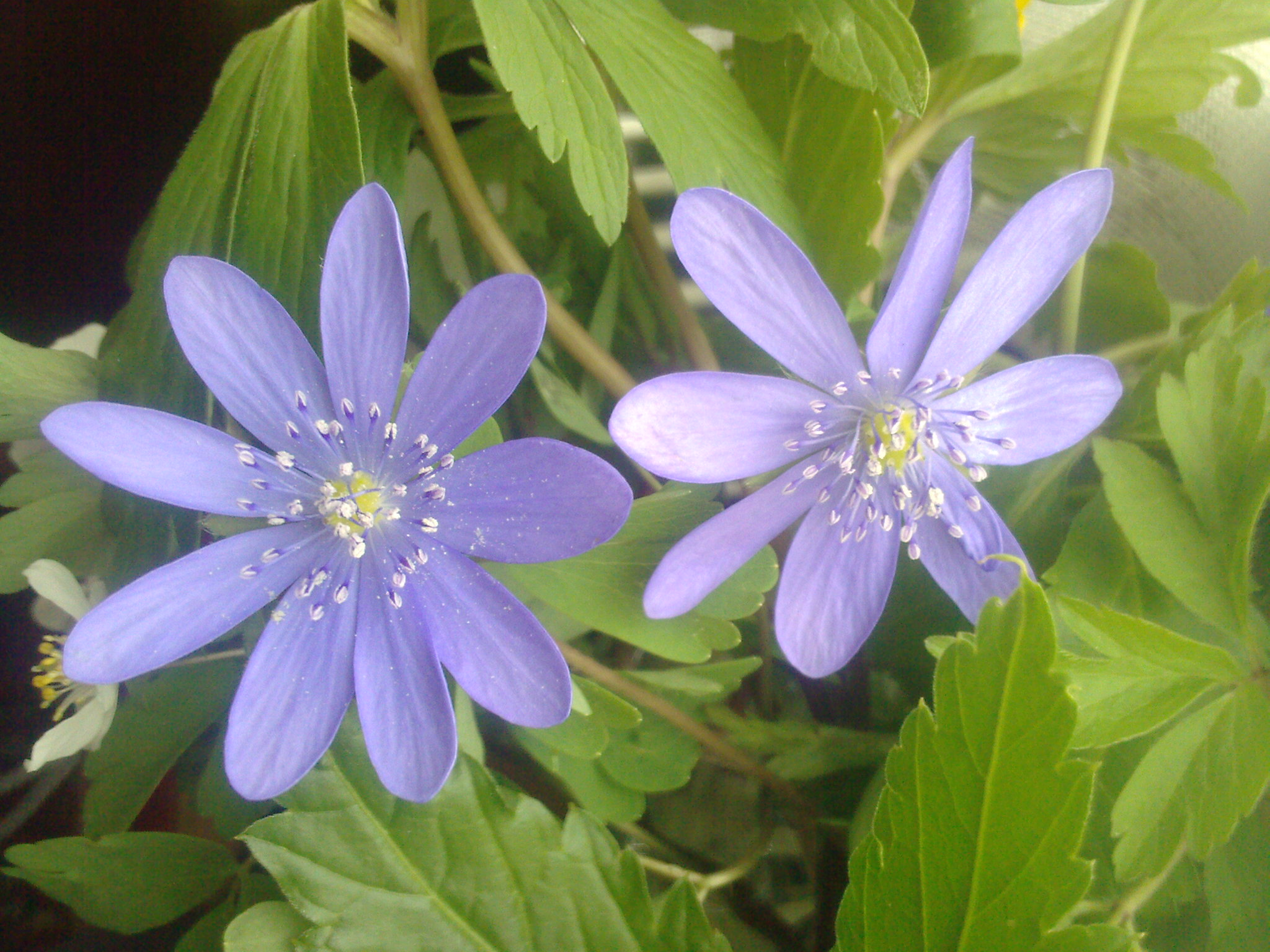
Crucea voinicului (Hepatica transsilvanica)

Flora parcului este alcătuită din  arbori și arbusti cu specii de brad (Abies alba), larice (Larix decidua), zâmbru (Pinus cembra), tisă (Taxus baccata), pin de pădure (Pinus sylvestris), jneapăn (Pinus mugo), ienupăr (Juniperus sibirica) sau ienupăr (Juniperus communis), fag (Fagus sylvatica), gorun (Quercus petraea), stejar (Quercus robur), carpen (Carpinus betulus), paltin de munte (Acer pseudoplatanus), arțar (Acer platanoides), tei (Tilia cordata), frasin (Fraxinus excelsior), jugastru (Acer campestre), mesteacăn (Betula pendula), arțar (Acer platanoides), răchită (Salix bicolor), salcie albă (Salix eleagnos), arin de munte (Alnus viridis), arin negru (Alnus glutinosa), alun (Corylus avellana), păducel (Crataegus monogyna), afin (Vaccinum myrtillus L.), soc negru (Sambucus nigra), mur (Robus fruticosus), zmeur (Robus idaeus), măceș (Rosa canina) sau merișor (Vaccinium vitis-idaea).
Vegetația ierboasă are în componență specii de: arnică (Arnica montana), pelin (Artemisia eriantha), coada șoricelului (Achillea oxyloba ssp. schurii), omag (Aconitum napellus ssp. firmum), sânziene de munte (Asperula carpatica), clopoței (Campanula patula ssp. abietina), cornuț (Cerastium transsilvanicum), Draba haynaldii - specie endemică pentru Carpații românești, garofiță de munte (Dianthus tenuifolius), garofiță albă de munte (Dianthus spiculifolius), ochiul-șarpelui (Eritrichium nanum ssp. jankae), ovăscior (Helictotrichon decorum), crucea voinicului (Hepatica transsilvanica), ineață (Linum perenne ssp. extraaxillare), țâța-vacii (Primula elatior ssp. leucophylla), darie de munte (Pedicularis baumgartenii), firuță (Poa rehmannii), verzișoară de munte (Sempervivum montanum ssp. carpaticum), degetăruț (Soldanella hungarica ssp. hungarica), cimbrișor (cu specii de: Thymus comosus și Thymus bihoriensis), papură (Typha shuttleworthii) sau măciulie (Thesium kernerianum).

## Monumente și atracții turistice

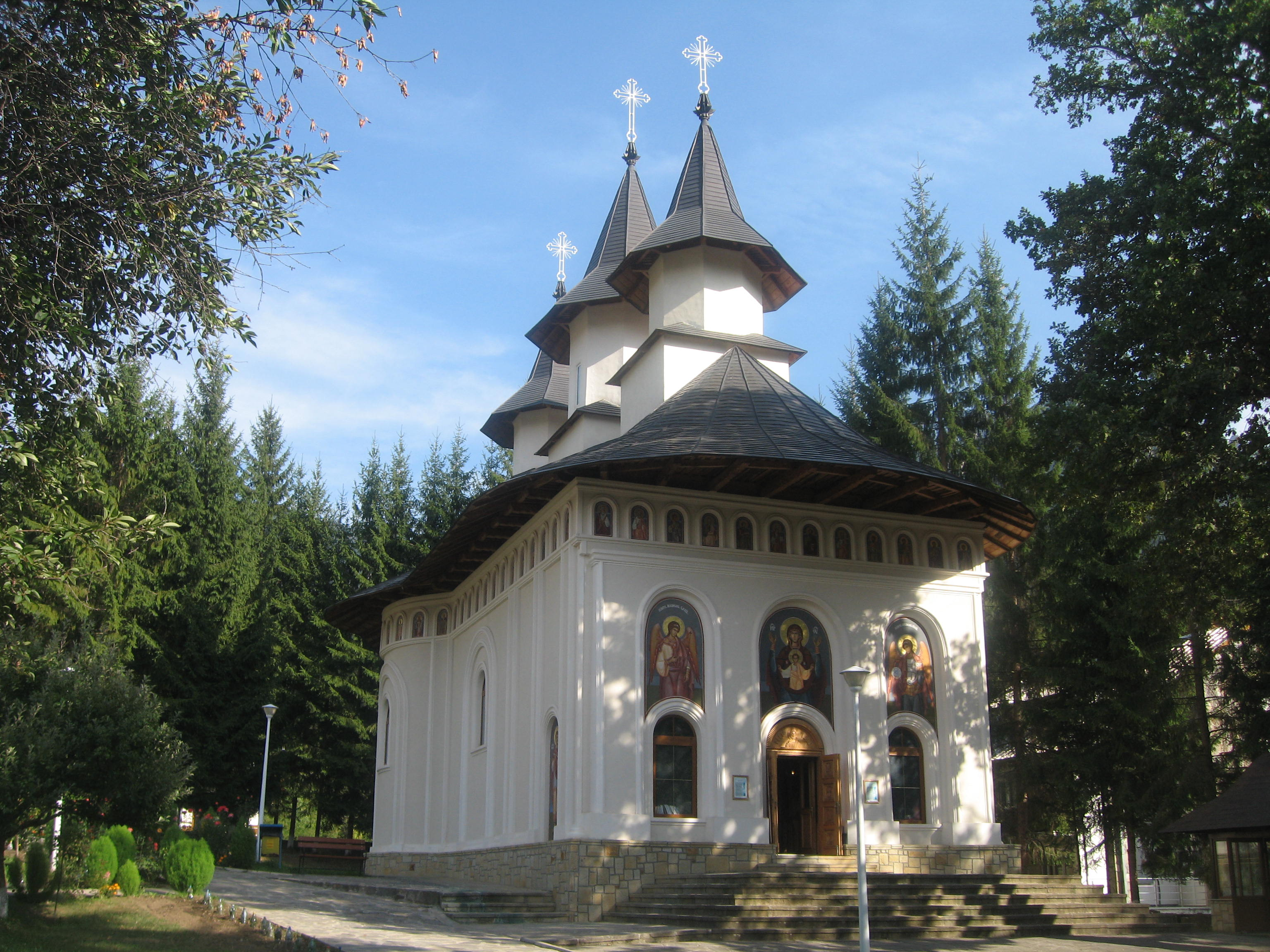
Biserica Mănăstirii Durău

În vecinătatea parcului se află numeroase obiective de interes istoric, cultural și turistic (lăcașuri de cult, muzee, arii naturale protejate); astfel:
- Biserica de lemn "Sf. Voievozi" din Bistricioara, construcție secolul al XVIII-lea, monument istoric.
- Ansamblul Mănăstirii Durău (Biserica „Buna Vestire”, casa mitropolitului Veniamin Costachi, casa monahului Varahil Moraru, stăreția, clopotnița de zid și clopotnița de lemn) din localitatea omonimă, construcție secolul al XIX-lea, monument istoric.
- Ansamblul fostului schit Hangu (Biserica „Pogorârea Sf. Duh”, ruinele palatului cnejilor și zid de incintă) din Ceahlău, construcție sec. XVII-XIX, monument istoric.
- Ansamblul schitului "Sf. Ana" (biserică de lemn și turn-clopotniță) din Ceahlău, construcție sec. XVIII - XIX, monument istoric.
- Biserica de lemn "Înălțarea Sf. Cruci" din Telec, construcție secolul al XVIII-lea, monument istoric.
- Biserica de lemn „Sfântul Dumitru” din Bicazu Ardelean, construcție 1829, monument istoric.
- Teatrul Sătesc "Ion Calinderu" (azi muzeu) din Bicaz, construcție 1908-1912, monument istoric.
- Ariile naturale: Peștera Munticelu, Peștera Toșorog, Lacul Izvorul Muntelui, Cascada Duruitoarea și Polița cu Crini (rezervație naturală de tip științific).

## Căi de acces
- La est și nord DN15 pe porțiunea Bicaz – Poiana Largului – Tulgeș, la sud DN12C pe porțiunea Bicazu Ardelean – Bicaz.
- Din DN15 se desprinde între Bicaz și baraj calea rutieră secundară  DJ155F – cunoscută și sub denumirea de „axial”. Această cale de acces spre zona înaltă a masivului montan, face legătura între Izvoru Muntelui – Durău - Ceahlău – Bistricioara. Drumul este total refăcut până la Durău.
- Între Bicaz Baraj (DN15) și satul Ceahlău (DJ155F), prin Izvoru Alb și Secu, există un drum marginal de pământ pe partea dreaptă a lacului Izvorul Muntelui[19]
- Din DN12C se desprinde calea rutieră secundară DJ127A spre Telec.Acesta urcă spre Pasul Balaj pe valea Jidanului (Capra) din  Bicazu Ardelean prin satul Telec și coboară inițial pe firul Balajului și apoi pe valea Putnei Mari în satul Tulgheș. Pe porțiunea Bicazu Ardelean – Telec drumul este modernizat.[20], în rest fiind practicabil numai cu mașini de teren în regim off road[21][22]